# Тирлахинг
Тирлахинг (њем. Tyrlaching) општина је у њемачкој савезној држави Баварска. Једно је од 24 општинска средишта округа Алтетинг. Према процјени из 2010. у општини је живјело 995 становника. Посједује регионалну шифру (AGS) 9171134.

## Географски и демографски подаци
Тирлахинг се налази у савезној држави Баварска у округу Алтетинг. Општина се налази на надморској висини од 520 метара. Површина општине износи 20,5 km². У самом мјесту је, према процјени из 2010. године, живјело 995 становника. Просјечна густина становништва износи 48 становника/km².